# Вил Бартон
Вилијам Денард Бартон III (енгл. William Denard Barton III; Балтимор, Мериленд, 6. јануар 1991) амерички је бивши кошаркаш. Играо је на позицијама бека и крила.
Играо је колеџ кошарку за Мемфис, где је 2012. године проглашен за најбољег кошаркаша године на Конференцији САД. Изабран је као 40. укупно на НБА драфту 2012. од стране Портланд трејлблејзерса, а раније је играо за Ајдахо Стампид НБА Г лиге. Трејдован је у Денвер нагетсе 2015, где је на крају постао њихов лидер у франшизи по постигнутим тројкама. Трејдован је у Вашингтон визардсе 2022.

## Професионална каријера

### Портланд трејлблејзерси (2012—2015)
У марту 2012, Бартон је одлучио да се одрекне своје последње две године квалификованости и да се пријави за НБА драфт 2012. Изабрали су га Портланд трејлблејзерси као 40. пика. 7. децембра 2012. распоређен је у Ајдахо Стампид НБА развојне лиге. Опозван је 9. децембра, враћен 6. јануара и поново опозван 9. јануара. Први пут у НБА лиги стартовао је 10. априла 2013. против Лос Анђелес Лејкерса.
Дана 26. фебруара 2014, Бартон је забележио рекордних 20 поена и 11 скокова у каријери у победи од 124–80 над Бруклин Нетсима. У телевизијском интервјуу након утакмице, на питање новинара о спонтаном скандирању „Вил Бартон!“ које је избило касније на утакмици, он је одговорио: „Волим да мислим да сам шампион народа“, чиме је одмах дао рођење новог надимка и шале Трејлблејзерсима. Он је 12. маја забележио 17 поена и шест скокова и помогао Портланду да победи у четвртој утакмици њиховог полуфиналног меча против Сан Антонио спарса.

### Денвер нагетси (2015—2022)
Дана 19. фебруара 2015, Бартон је трејдован, заједно са Виктором Клавером, Томасом Робинсоном и лутријски заштићеним пиком првог кола 2016, у Денвер Нагетсе у замену за Арона Афлала и Алонса Џија.
Дана 7. августа 2015. Бартон је поново потписао уговор са Нагетсима. 13. новембра 2015. постигао је рекордних 26 поена у победи над Хјустон рокетсима резултатом 107–98. Прешао је тај скор 20. децембра са 32 поена против Њу Орлеанс пеликанса. Бартонова снажна предбожићна представа донела му је признање као могућег кандидата за награду шестог играча године за 2015–16. Током првих 29 утакмица Нагетса у сезони, Бартон је просечно бележио 15,7 поена, 6,1 скок, 2,3 асистенције и 1,1 украдену лопту за 29,0 минута по утакмици ван клупе.
Дана 11. новембра 2017, Бартон је имао врхунске резултате у сезони са 26 поена и девет скокова у победи од 125–107 над Орландо меџиком. 30. новембра 2017. Бартон је постигао рекордних 37 поена у каријери уз полагање од 3,2 секунде преостале да одведе Нагетсе на победу од 111–110 над Чикаго булсима. 3. фебруара 2018. постигао је рекордних 25 поена у победи над Голден Стејт вориорсима резултатом 115–108.
Дана 4. марта 2022. Бартон је постигао своју 769. тројку у каријери, надмашивши Џеј Р. Смита као лидер Денвер нагетса свих времена у погођеним тројкама у победи 116–101 над Хјустон рокетсима. 16. априла, током прве утакмице прве рунде плеј-офа, Бартон је забележио 24 поена и пет асистенција у поразу од Голден Стејт вориорса резултатом 107–123.

### Вашингтон визардси (2022—2023)
Дана 6. јула 2022. Бартон је, заједно са Монте Морисом, трејдован у Вашингтон визардсе у замену за Кентавиуса Колдвел-Поупа и Иша Смита.

## Статистика

### НБА

#### Регуларна сезона
| Сезона  | Екипа                   | ОУ  | СУ  | МПУ  | ПШ%  | 3П%  | СБ%  | СПУ | АПУ | УПУ | БПУ | ППУ  |
| ------- | ----------------------- | --- | --- | ---- | ---- | ---- | ---- | --- | --- | --- | --- | ---- |
| 2012–13 | Портланд трејлблејзерси | 73  | 5   | 12.2 | .382 | .138 | .769 | 2.0 | .8  | .5  | .1  | 4.0  |
| 2013–14 | Портланд трејлблејзерси | 41  | 0   | 9.4  | .417 | .303 | .813 | 1.8 | .8  | .2  | .2  | 4.0  |
| 2014–15 | Портланд трејлблејзерси | 30  | 0   | 10.0 | .380 | .222 | .667 | 1.1 | .9  | .5  | .1  | 3.0  |
| 2014–15 | Денвер нагетси          | 28  | 0   | 24.4 | .443 | .284 | .810 | 4.6 | 1.9 | 1.2 | .5  | 11.0 |
| 2015–16 | Денвер нагетси          | 82  | 1   | 28.7 | .432 | .345 | .806 | 5.8 | 2.5 | .9  | .5  | 14.4 |
| 2016–17 | Денвер нагетси          | 60  | 19  | 28.4 | .442 | .370 | .753 | 4.3 | 3.4 | .8  | .5  | 13.7 |
| 2017–18 | Денвер нагетси          | 81  | 40  | 33.1 | .452 | .370 | .805 | 5.0 | 4.1 | 1.0 | .6  | 15.7 |
| 2018–19 | Денвер нагетси          | 43  | 38  | 27.7 | .402 | .342 | .770 | 4.6 | 2.9 | .4  | .5  | 11.5 |
| 2019–20 | Денвер нагетси          | 58  | 58  | 33.0 | .450 | .375 | .767 | 6.3 | 3.7 | 1.1 | .5  | 15.1 |
| 2020–21 | Денвер нагетси          | 56  | 52  | 31.0 | .426 | .381 | .785 | 4.0 | 3.2 | .9  | .4  | 12.7 |
| 2021–22 | Денвер нагетси          | 71  | 71  | 32.1 | .438 | .365 | .803 | 4.8 | 3.9 | .8  | .4  | 14.7 |
| Career  | Career                  | 623 | 284 | 25.9 | .433 | .354 | .787 | 4.3 | 2.7 | .8  | .4  | 11.6 |

#### Плеј-оф
| Сезона | Екипа                   | ОУ | СУ | МПУ  | ПШ%  | 3П%  | СБ%   | СПУ | АПУ | УПУ | БПУ | ППУ  |
| ------ | ----------------------- | -- | -- | ---- | ---- | ---- | ----- | --- | --- | --- | --- | ---- |
| 2014   | Портланд трејлблејзерси | 7  | 0  | 11.6 | .500 | .545 | .833  | 1.7 | .4  | .1  | .3  | 6.4  |
| 2019   | Денвер нагетси          | 14 | 3  | 23.4 | .348 | .273 | .692  | 4.8 | 1.7 | .3  | .6  | 9.1  |
| 2021   | Денвер нагетси          | 3  | 1  | 27.7 | .442 | .333 | 1.000 | 4.3 | 2.7 | .7  | .3  | 16.3 |
| 2022   | Денвер нагетси          | 5  | 5  | 34.4 | .409 | .393 | .667  | 5.6 | 2.8 | .8  | .2  | 13.8 |
| Career | Career                  | 29 | 9  | 22.9 | .396 | .339 | .738  | 4.1 | 1.7 | .4  | .4  | 10.0 |